# Канталамесса, Раньеро
Раньеро Канталамесса (итал. Raniero Cantalamessa; род. 22 июля 1934, Колли-дель-Тронто, королевство Италия) — итальянский куриальный кардинал, не имеющий епископской ординации, капуцин. Проповедник Папского Дома с 23 июня 1980 по 9 ноября 2024. Кардинал-дьякон с титулярной диаконией Сант-Аполлинаре-алле-Терме-Нерониане-Алессандрине с 28 ноября 2020.